# Avenue de l'Université (Kinshasa)
Pour les articles homonymes, voir Avenue de l'Université.
L’avenue de l’Université est une voie de Kinshasa en République démocratique du Congo. 

## Situation et accès
C'est l'un des principaux axes de circulation de l’agglomération, traversant Kinshasa du nord au sud, depuis l’intersection entre l’avenue Sendwe et le boulevard Lumumba d’où elle sépare les communes de Kalamu et Limete, elle croise ensuite  l’avenue de la Victoire, l’avenue Bongolo et l’avenue Yolo, l’avenue Kapela, passe par le rond-point Ezo, sépare les communes de Makala et Ngaba et le rond-point Ngaba, et continue jusqu’au campus de l’université de Kinshasa dans la commune de Lemba.

## Origine du nom
Elle tire son nom du campus de l'Université de Kinshasa, situé à son extrémité sud dans la commune de Lemba.

## Historique
En mai 2024, un accord de reconstruction a été signé entre la JICA (coopération japonaise) et la Cellule Infrastructures dans le cadre du Plan Directeur de Transport Urbain de Kinshasa (PDTK).